# Партизанска Љупча
Партизанска Љупча (слч. Partizánska Ľupča) насељено је мјесто са административним статусом сеоске општине (слч. obec) у округу Липтовски Микулаш, у Жилинском крају, Словачка Република.

## Становништво
| Година:    | 1994. | 2004.   | 2014.   | 2024.   |
| ---------- | ----- | ------- | ------- | ------- |
| Број људи: | 1268  | 1242    | 1234    | 1299    |
| Разлика:   |       | -2,05 % | -0,64 % | +5,26 % |

| Година:    | 2023. | 2024.   |
| ---------- | ----- | ------- |
| Број људи: | 1320  | 1299    |
| Разлика:   |       | -1,59 % |

Према подацима о броју становника из 2011. године насеље је имало 1.225 становника.